# Estanislao Esteban Karlic
Estanislao Esteban Karlic (Oliva, 7 de fevereiro de 1926 – Paraná, 8 de agosto de 2025) foi um cardeal argentino, arcebispo emérito da Arquidiocese de Paraná.

## Biografia
Nascido em Oliva, na província de Córdova, é filho de uma família de imigrantes croatas. Estudou no seminário diocesano de Córdova e licenciou-se em Teologia pela Pontifícia Universidade Gregoriana.
Foi ordenado padre em 8 de dezembro de 1954, sendo o superior da seção de Filosofia do Seminário Maior de Córdova, sendo ali também professor de Teologia.

## Episcopado
Eleito Bispo auxiliar de Córdoba, recebeu o título de bispo titular de Castro em 6 de junho de 1977, sendo consagrado em 15 de agosto de 1977, na catedral de Nossa Senhora do Paraná, pelo Cardeal Raúl Francisco Primatesta, arcebispo de Córdoba. Promovido a arcebispo coadjutor e administrador apostólico do Paraná em 19 de janeiro de 1983, assumiu o cargo em 20 de março.
Sucedeu como arcebispo metropolitano do Paraná em 1 de abril de 1986. Foi membro da comissão para a redação do novo Catecismo da Igreja Católica de 1986 até 1992. Presidente da Conferência Episcopal Argentina em dois períodos, 1996-1999 e 1999-2002. Assistiu à Assembleia Especial para o Sínodo dos Bispos da América, ocorrido na Cidade do Vaticano, entre 16 de novembro e 12 de dezembro de 1997. Assistiu à Décima Assembleia Ordinária do Sínodo dos Bispos, na Cidade do Vaticano, entre 30 de setembro e 27 de outubro de 2001. Foi também presidente da Comissão para a Mensagem. Renunciou ao governo pastoral da Sé em 29 de abril de 2003.

## Cardinalato
Foi criado cardeal no Consistório Ordinário Público de 2007 pelo Papa Bento XVI, recebendo o barrete cardinalício e o título de Cardeal-presbítero de Beata Virgem Maria das Dores na Piazza Buenos Aires em 24 de novembro de 2007.
Com a morte do cardeal Alexandre do Nascimento, O.P., tornou-se o mais idoso membro do Colégio dos Cardeais. Com a criação de Angelo Acerbi como cardeal, deixou essa condição.
Morreu em 8 de agosto de 2025, após complicações de uma cirurgia cardíaca, em Paraná.

## Conclaves
- Conclave de 2013 - não participou da eleição de Jorge Mario Bergoglio como Papa Francisco, pois na época de sua criação como cardeal já era emérito.
- Conclave de 2025 - não participou da eleição de Robert Francis Prevost como Papa Leão XIV, cardeal emérito.